# Ващиленко, Виталий Васильевич
Ващіленко Виталий Васильевич (1917, Чистяково (ныне город Торез), Донецкая область — 1998, м. Николаев) — военно-морской инженер-турбинист, капитан I ранга, активный деятель Черноморского межобластного научно-технического общества судостроителей (1976—1997 гг.).
В 1952 г. с золотой медалью окончил Ленинградскую военно-морскую академию.
С 1955 г. проживал в городе Николаеве.
В 1965 г. за создание нового образца газотурбинных двигателей (турбины первого поколения М-2, Д-2, М-З) для военных кораблей был удостоен Ленинской премии (вместе с Б. А. Гребневым, С. Д. Колосовым, Я. Х. Сорокой).
Постановлением № 2122 от 2007-10-23 в г. Николаеве на доме по адресу ул. Декабристов, 38/2, где проживал капитан Виталий Ващіленко установлено мемориальную доску с надписью: «В этом доме с 1955 г. по 1998 г. жил многолетний организатор деятельности Черноморского научно-технического общества судостроителей, военно-морской инженер-турбинист, лауреат Ленинской премии, капитан 1 ранга Ващиленко Виталий Васильевич».

## Примітки
1. ↑  Список выпускников, окончивших академию с золотой медалью. Дата обращения: 26 мая 2016. Архивировано 23 ноября 2011 года.
2. ↑  В городе Николаеве открыта мемориальная доска капитану и ученому Виталию Ващиленко. Дата обращения: 26 мая 2016. Архивировано 2 февраля 2008 года.

## Ссылка
- Биография Ващиленко В. В. (недоступная ссылка)